# Rudolf Beckh
Christian Rudolf Beckh (* 1. Januar 1804 in Tuttlingen; † 15. September 1886 in Faurndau) war ein württembergischer Landtagsabgeordneter.

## Leben
Beckhs Eltern waren der württembergische Landtagsabgeordnete Karl Beckh und dessen Frau Johanna Heinrike, geb. Binder. Rudolf Beckh besuchte die Lateinschule in Tuttlingen und machte anschließend eine kaufmännische Lehre. Ab 1830 arbeitete er in der Papiermühle in Faurndau, die von seinem Bruder geleitet wurde. Seit 1833 hieß die Firma „Karl Beckh Söhne“, ab 1839 leitete Rudolf Beckh die Firma alleine. Er richtete für seine Beschäftigten eine Fabrikkranken- und Unterstützungskasse sowie eine Fabriksparkasse ein.
Beckh war von 1862 bis 1868 Abgeordneter des Oberamts Göppingen im württembergischen Landtag. 1868 unterlag er gegen Julius Hoelder.

## Ehrungen
- 1868: Ehrenbürger von Göppingen